# Gatto Panceri
Gatto Panceri, pseudonimo di Luigi Giovanni Maria Panceri, detto Gigi (Monza, 26 maggio 1962), è un cantautore italiano.

## Biografia
Nato a Monza da una madre single (suo padre naturale fece perdere le proprie tracce prima ancora della sua nascita), è cresciuto a Concorezzo. Da ragazzo si diplomò al Conservatorio di Milano in chitarra, armonia e composizione. Debuttò al Festival di Sanremo 1986 come Gigi Panceri, presentando Scherzi della vita, che non raggiunse la finale della sezione Nuove Proposte. Pubblicò il mini LP (Q-Disc) A cento metri da casa nel 1983, a cui seguirà, nell'identico formato, Il suono del Gatto nel 1989.
Non ottenendo subito riscontri lusinghieri come cantautore, si dedicò all'attività di chitarrista turnista. Nel 1989 il demo di una sua canzone, Canterò per te, arrivò a Mina, che decise di inciderla sul suo album Uiallalla: questo gli permise di farsi conoscere e ottenere il suo primo contratto discografico. Il suo album d'esordio fu Cavoli amari del 1991, contenente il brano Aiuto, che partecipò al Festivalbar di quell'anno. Una nuova occasione giunse nel 1992 con L'amore va oltre, dedicata a una coppia di suoi amici, di cui lui disabile: presentata al Festival di Sanremo, non arrivò tra le finaliste. Venne inserita nella riedizione dell'album precedente, ripubblicato con il titolo Gatto Panceri. Grazie soprattutto al successo del brano Un qualunque posto fuori e dentro di te, presentato in varie tappe del Cantagiro e molto programmato nelle radio, il disco, che presenta l'apporto di rinomati turnisti come Andrea Braido e Patrick Djivas, raggiunse la quota di 50000 copie vendute.
Nel 1993 pubblica Succede a chi ci crede, trainato dal successo del brano Abita in te, successivamente inciso con il titolo Stapel op jou da Marco Borsato. Nel 1994 il disco viene pubblicato con l'aggiunta di Amarsi un po', cover della canzone di Lucio Battisti.
Panceri ha scritto canzoni per vari altri cantanti, sebbene il suo brano più conosciuto nel mondo sia un riadattamento di una canzone degli Onde Radio Ovest, Vivo per lei, affidata a Andrea Bocelli e Giorgia. Proprio per Giorgia firma alcuni brani del suo album Come Thelma e Louise del 1995, tra i quali i singoli C'è da fare e Riguarda noi: in precedenza aveva collaborato con Mietta nel suo album del 1994 Cambia pelle, dove comparvero alcuni suoi brani. Dopo un primo bilancio artistico, rappresentato dall'album Impronte digitali del 1995, che contiene alcuni inediti (tra cui il già citato singolo C'è da fare, scritto per Giorgia) e i suoi maggiori successi, nel 1997 pubblicò Stellina che includeva fra i brani Le tue mani e Mia, raggiungendo così 90000 copie, che gli valsero il Disco d'Oro. Nel 1999 fu nuovamente al Festival di Sanremo con Dove dov'è (classificatosi dodicesimo), brano incluso nel suo quarto album Cercasi amore. Nello stesso anno partecipa a Un disco per l'estate, vincendo il premio della critica con il brano Anello di fumo.
Nel 2001 pubblicò Vibrazioni, dal quale vennero estratti i singoli Sdraiati dentro di me e Una settimana e un giorno. Nel 2003 uscì con il singolo Accarezzami domani, e l'album 7 vite: l'estratto Confine, fu accompagnato da un videoclip a fumetti curato dal fumettista Ernesto Paganoni. Nel 2005 intraprese un tour in Giappone con 4 concerti a Tokyo. Nel 2006 con l'album Passaporto raggiunse ulteriori risultati di pubblico con i brani È solo musica e Ruvida. Nel 2007 vince in "Premio Lunezia Antologia" per il valore musical-letterario del brano "Abita in te". 
Nel 2009 esce S.O.S. nel quale compaiono tra gli altri i brani Madre mia e Di te. A fine anno esce il suo primo disco live dal titolo "Gatto Panceri Live". Nel 2010 la Universal Music Italia (ex casa discografica di Gatto) pubblica la doppia raccolta The best of Gatto Panceri, contenente 28 brani prodotti dal 1991 al 2002.
Nel 2013 esce il suo singolo Vieni a vivere.
Il 25 maggio 2018, dopo quasi un decennio dal precedente lavoro di inediti, esce l'album in studio Pelle d'oca e lividi. Il 14 settembre 2018 ne viene estratto il singolo Io ho.
Cattolico osservante, collabora con la Conferenza Episcopale Italiana come insegnante presso la Hope Music School, una scuola di musica per giovani voluta dalla CEI per formare giovani cantautori attenti a trasmettere un messaggio cristiano nei loro testi.

## Discografia

### EP
- 1983 – A 100 metri da casa (Q-Disc) (Numero Uno, ZPGN 33441) (come Gigi Panceri)

### Album studio
- 1991 – Cavoli amari
- 1992 – Gatto Panceri (ristampa di Cavoli amari con l'aggiunta dei brani L'amore va oltre e La ragazza colombiana)
- 1993 – Succede a chi ci crede
- 1995 – Impronte digitali
- 1997 – Stellina
- 1999 – Cercasi amore
- 2001 – Vibrazioni
- 2003 – 7 vite
- 2006 – Passaporto
- 2009 – S.O.S.
- 2018 – Pelle d'oca e lividi

### Raccolte
- 2007 – The best of Gatto Panceri

### Live
- 2009 – Live

### Singoli
- 1986 – Scherzi della vita
- 1991 – Aiuto
- 1992 – L'amore va oltre
- 1992 – Un qualunque posto fuori e dentro di te
- 1994 – Abita in te
- 1997 – Le tue mani
- 1997 – Mia
- 1999 – Dove dov'è
- 1999 – Anello di fumo
- 2001 – Sdraiati dentro di me
- 2001 – Una settimana e un giorno
- 2003 – Accarezzami domani
- 2003 – Confine
- 2006 – È solo musica
- 2006 – Ruvida
- 2009 – Madre mia
- 2009 – Di te
- 2013 – Vieni a vivere
- 2018 – Io ho
- 2024 – Te Voglio

### Autore
- 1989 – Canterò per te (Mina)
- 1994 – Eccitazione (Mietta)
- 1994 – È di nuovo gennaio (Mietta)
- 1994 – Ogni giorno ogni notte (Mietta)
- 1994 – Cambia pelle (Mietta)
- 1995 – C'è da fare (Giorgia)
- 1995 – Riguarda noi (Giorgia)
- 1995 – Come Thelma & Louise (Giorgia)
- 1995 – B.B.B. (la leggendaria storia del bacio) (Giorgia)
- 1995 – Non c'è che musica in me (Giorgia)
- 1995 – Questo amore (Giorgia)
- 1995 – Ogni donna (Giorgia)
- 1995 – Vivo per lei (Andrea Bocelli e Giorgia)
- 1995 – Sempre sempre (Andrea Bocelli)
- 1996 – La voce (Gianni Morandi)
- 1996 – Semplici (Orietta Berti)
- 1997 – E ti sento (Tony Blescia)
- 1997 – Non si può dire mai...mai (Paolo Carta)
- 1997 – Pony express (Paolo Carta)
- 1997 – Senz'altro tu (Paolo Carta)
- 1997 – Nuovi giorni (Paolo Carta)
- 1997 – Bentornato Jimmy (Paolo Carta)
- 1997 – Sulla luna c'è (Paolo Carta)
- 1997 – Una storia così (Paolo Carta)
- 1998 – Station Wagon (Syria)
- 1998 – Abita in te (Massimo Ranieri)
- 1999 – Numeri (Sabrina Salerno)
- 1999 – I Live for You (David Hasselhoff & Marylin Martin)
- 2000 – Staper op You (Marco Borsato)
- 2002 – Solo sole (Fausto Leali)
- 2002 – Ce la farò (Fausto Leali)
- 2002 – Un momento no (Fausto Leali)
- 2003 – C'è la vita nell'aria (Manuela Zanier)
- 2003 – Eri tu (Fausto Leali)
- 2005 – Le cozze (il Gabibbo)
- 2005 – Io credo in te (Dennis Fantina)
- 2005 – Non ero pronto (Dennis Fantina)
- 2005 – Aspetto un treno (Dennis Fantina)
- 2005 – Grazie a te (Dennis Fantina)
- 2005 – Non basti tu (Dennis Fantina)
- 2005 – Valori semplici (Dennis Fantina)
- 2005 – Cambia tutto se ci sei (Dennis Fantina)
- 2005 – Colpa mia (Luisa Corna)
- 2005 – Ti voglio al primo posto (Riccardo Fogli)
- 2005 – Ci saranno giorni migliori (Riccardo Fogli)
- 2005 – Notte (Riccardo Fogli)
- 2005 – Incontro alla vita (Riccardo Fogli)
- 2005 – Per te io canto (Riccardo Fogli)
- 2005 – No finisce qui (Riccardo Fogli)
- 2006 – Se sei felice (Dolores Olioso)
- 2008 – Grande (Paolo Meneguzzi)
- 2013 – Mi troverai (Raffaella Carrà)